# 汉迪亚耶
汉迪亚耶（Handiaya），是印度旁遮普邦Sangrur县的一个城镇。总人口9725（2001年）。

## 人口
该地2001年总人口9725人，其中男性5288人，女性4437人；0—6岁人口1547人，其中男864人，女683人；识字率49.67%，其中男性为53.65%，女性为44.92%。